# Муссоленте
Муссоленте (італ. Mussolente, вен. Musołente) — муніципалітет в Італії, у регіоні Венето, провінція Віченца.
Муссоленте розташоване на відстані близько 440 км на північ від Рима, 60 км на північний захід від Венеції, 34 км на північний схід від Віченци.
Населення — 7646 осіб (2014).
Щорічний фестиваль відбувається 29 червня. Покровитель — SS. Pietro.

## Демографія
Населення за роками:

Станом на 1 січня 2023 року в муніципалітеті офіційно проживали 462 іноземці з 46 країн, серед них 184 громадяни країн Євросоюзу та 24 громадяни України.

## Сусідні муніципалітети
- Борсо-дель-Граппа
- Кассола
- Лорія
- Романо-д'Еццеліно
- Сан-Ценоне-дельї-Еццеліні